# 제프 스털츠
제프 스털츠(Geoff Stults, 1977년 12월 15일 ~ )는 미국의 배우이다.

## 출연 작품

### 영화
- 브링 잇 온 2 (2004)
- 미녀 첩보원 D.E.B.S. (2004)
- 웨딩 크래셔 (2005)
- 인 더 믹스 (2005)
- 브레이크 업: 이별후애 (2006) - 마이크 역
- 내겐 너무 과분한 그녀 (2010)
- 제이. 에드가 (2011)
- 언포겟터블 (2017)
- 온리 더 브레이브 (2017)
- 12 솔져스 (2018) - 숀 코펄스 역

### 텔레비전
- 내 사랑 레이몬드 (2000)
- 이야기 도시 (2000)
- 그라운디드 포 라이프 (2001)
- 제7의 천국 (2001-06)
- 조이 (2004)
- 라스베가스 (2004)
- 옥토버 로드 (2007-08)
- 내가 그녀를 만났을 때 (2010)
- 본즈 (2011)
- 파인더 (2012)
- 벤 앤 케이트 (2012)
- 인리스티드 (2014)
- 주 (2015)
- 그레이스 앤 프랭키 (2015, 2017)
- 맨 위드 어 플랜 (2018)
- 스타걸 (2020)
- 카우보이 비밥 (2021)